# NGC 7153
NGC 7153 ist eine Spiralgalaxie vom Hubble-Typ Sb im Sternbild Piscis Austrinus am Südsternhimmel. Sie ist schätzungsweise 315 Millionen Lichtjahre von der Milchstraße entfernt.
Das Objekt wurde am 28. September 1834 von John Herschel entdeckt.